# 최원식 (물리학자)
최원식(崔院植, ?~)은 대한민국의 물리학자이다. 미국 광학 협회의 한국과학기술한림원의 회원으로 활동하고 있으며, 고려대학교의 교수이자 기초과학연구원 분자분광학 및 동역학 연구단 부소장을 맡고 있다.

## 같이 보기
- 조민행